# Бен Бітон
Бен Бітон (івр. בן ביטון, нар. 3 січня 1991, Бат-Ям) — ізраїльський футболіст, захисник клубу «Хапоель» (Тель-Авів). Відомий за виступами в низці ізраїльських клубів та у складі також національну збірну Ізраїлю. Триразовий чемпіон Ізраїлю, володар Кубка Ізраїлю.

## Клубна кар'єра
Бен Бітон народився в місті Бат-Ям. Вихованець футбольної школи клубу «Хапоель» (Тель-Авів). Дорослу футбольну кар'єру розпочав 2010 року в основній команді того ж клубу, проте в головній команді клубу не грав, і в цьому ж році на правах оренди став гравцем клубу другого ізраїльського дивізіону «Секція Нес-Ціона», в якому грав протягом двох років, відігравши за цей клуб 65 матчів.
У 2012 році на правах оренди перейшов до іншого клубу другого ізраїльського дивізіону «Назарет-Ілліт», у складі якого грав протягом року, зігравши 33 матчі.
У 2013 році Бен Бітон став гравцем клубу ізраїльської Прем'єр-ліги «Хапоель» з Беер-Шева. У складі команди тричі поспіль ставав чемпіоном Ізраїлю, один раз також став володарем Кубка Ізраїлю. З 2013 року зіграв у складі клубу 184 матчі в чемпіонаті країни.
2 серпня 2020 року на правах оренди Бен Бітон перейшов до складу клубу «Маккабі» з Тель-Авіва. У 2021 році Бітон знову став гравцем команди «Хапоель» (Тель-Авів).

## Виступи за збірну
2016 року дебютував в офіційних матчах у складі національної збірної Ізраїлю. На середину грудня зіграв у складі національної збірної 5 матчів. у яких забитими м'ячами не відзначився.

## Титули і досягнення
- Чемпіон Ізраїлю (3):

«Хапоель» (Беер-Шева): 2015–2016, 2016–2017, 2017–2018
- Володар Кубка Ізраїлю (1):

«Хапоель» (Беер-Шева): 2019–2020